# Kleine akialoa
De kleine akialoa (Akialoa obscura; synoniem: Hemignathus obscurus) is een uitgestorven zangvogel uit de familie Fringillidae (vinkachtigen). De vogel was tot minstens 1940 endemisch op het Hawaïaanse Big Island.

## Kenmerken
Deze 16 tot 19 cm grote vogel had een groene bovenzijde, de buik was gelig van kleur. De lange haaksnavel was grijs, de poten waren bruin. De vogel uitte luide, schrille oproepen om te communiceren, maar sommige bronnen zeggen dat het een trillend lied was.

## Leefwijze
De vogels zochten voedsel, vooral insecten, op takken, onder de schors van bomen en op de grond. Zijn lange gebogen snavel diende als gereedschap. Bovendien haalden ze met behulp van hun lange tongen de nectar uit de bloeiende planten van de eilandvegetatie. Voor het broeden bouwde het vrouwtje een nest van grassprieten op de grond.

## Verspreiding en leefgebied
Deze soort was endemisch op het eiland Hawaï kwam alleen voor in het bos van de eilandberg Koa-'Ohi' op een hoogte van 200 tot 500 meter. Tot 1895 was dit een redelijk algemeen voorkomende soort. Daarna namen de aantallen snel af. De laatste waarneming was in 1940. Men veronderstelt dat deze vink uitstierf door habitatverlies en geïmporteerde infectieziekten, verder speelden mogelijk ingevoerde predatoren en tropische stormen een negatieve rol.